# Woldstedtius subditicius
Woldstedtius subditicius är en stekelart som beskrevs av Diller 1982. Woldstedtius subditicius ingår i släktet Woldstedtius och familjen brokparasitsteklar. Inga underarter finns listade i Catalogue of Life.